# BK UNICS Kazan

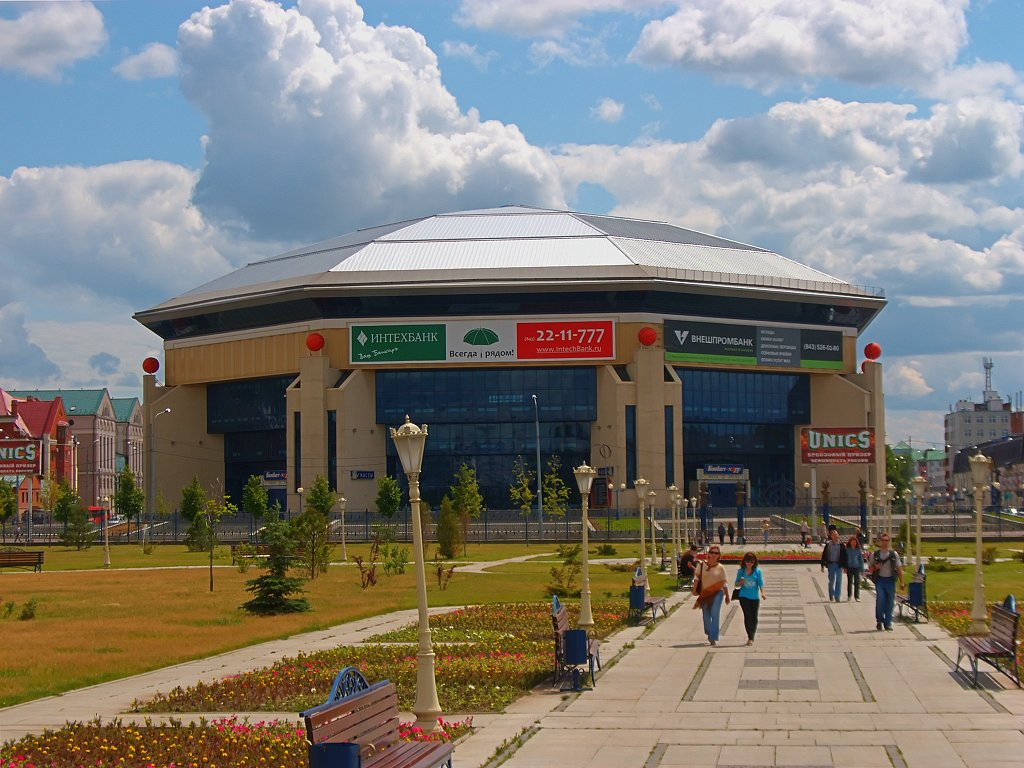
Basket-Hall Kazan in Kazan.

Basketbolnyj kloeb UNICS Kazan (Russisch: Баскетбольный клуб УНИКС Казань), is een basketbalclub in Kazan, Rusland. De club speelt in de VTB United League.

## Geschiedenis
De professionele tak van de club is opgericht in 1991, maar UNICS wortels zijn terug te voeren naar het collegeteam Boerevestnik van de Universiteit van Kazan die deelnam aan de Sovjet-Unie-studentenkampioenschappen sinds 1957, waar ze alle studententitels twee keer wisten te winnen namelijk in 1968 en 1970. De naam 'UNICS' is een samenvoeging van UNI(versiteit), C(ultuur), S(port).
In 1997 promoveerde UNICS naar de Russische superliga, de hoogste Russische competitie. Één jaar later werd Jevgeni Bogatsjev, (de president van de Nationale Bank van Tatarije), de voorzitter van de club. Gedurende deze periode heette de club “UNICS-Lokomotiv”. UNICS won de Russische beker drie keer in 2003, 2009 en 2014. Ook won de club de FIBA Europe League in 2004 tegen Maroussi TIM uit Griekenland met 87-63. In 2011 won UNICS de EuroCup door in de finale Cajasol Sevilla uit Spanje met 92-77 te verslaan. In 2014 verloor UNICS de finale om de EuroCup over twee wedstrijden van Valencia BC uit Spanje met 67-80 en 73-85. In 2014 won UNICS de Russische beker door Lokomotiv-Koeban Krasnodar in de finale te verslaan. Thuis won UNICS met 66-45 en uit wonnen ze met 93-76. In 2021 verloor UNICS de finale om de EuroCup over twee wedstrijden van AS Monaco Basket uit Frankrijk met 87-89 en 83-86. In 2023 werd UNICS Landskampioen van Rusland door te winnen in de VTB United League.

## Erelijst
- Landskampioen Rusland: 1
  - Winnaar: 2023
  - Tweede: 2001, 2002, 2004, 2007, 2016, 2021, 2024
  - Derde: 2000, 2003, 2005, 2009, 2010, 2011, 2014, 2019, 2022, 2025
- Bekerwinnaar Rusland: 3
  - Winnaar: 2003, 2009, 2014
  - Runner-up: 2005, 2007, 2010
- VTB United League: 1
  - Winnaar: 2023
  - Tweede: 2010, 2012, 2016, 2021, 2024
  - Derde: 2011, 2014, 2019, 2022, 2025
- VTB United League Supercup:
  - Tweede: 2024
  - Derde: 2021, 2022
- EuroCup: 1
  - Winnaar: 2011
  - Runner-up: 2014, 2021
- FIBA Europe League: 1
  - Winnaar: 2004
- NEBL: 1
  - Winnaar: 2003

## Bekende (oud-)spelers
| - Roeslan Avlejev - Sergej Bykov - Dmitri Donskov - Andrej Fetisov - Igor Gratsjev - Anton Joedin - Viktor Kejroe - Valentin Koebrakov - Igor Koedelin - Nikita Koerbanov | - Andrej Kornev - Fjodor Licholitov - Aleksandr Miloserdov - Nikolaj Padioes - Jevgeni Pasjoetin - Zachar Pasjoetin - Aleksandr Petrenko - Anton Ponkrasjov - Pjotr Samojlenko - Aleksej Savrasjenko | - Dmitri Sokolov - Sergej Tsjikalkin - Damir Mršić - Martin Müürsepp - Marko Popović - Saulius Štombergas - Slavko Vraneš - Mykola Chrjapa - Maciej Lampe - Joseph Forte | - Terrell Lyday - Kelly McCarty - Vladimir Veremejenko |

## Bekende (oud-)coaches
- Stanislav Jerjomin
- Valdemaras Chomičius
- Jevgeni Pasjoetin
- Dimitrios Priftis
- Velimir Perasović

## Coaches per seizoen
| seizoen   | coach                              |
| --------- | ---------------------------------- |
| 1991-1992 | Leonid Arslanov                    |
| 1992-1993 | Leonid Arslanov                    |
| 1994-1995 | Aleksandr Zrjadtsjikov             |
| 1995-1996 | Aleksandr Zrjadtsjikov             |
| 1996-1997 | Aleksandr Zrjadtsjikov             |
| 1997-1998 | Georgi Korolev                     |
| 1998-1999 | Dragan Višnjevac Jevgeni Kovalenko |
| 1999-2000 | Jevgeni Kovalenko                  |
| 2000-2001 | Stanislav Jerjomin                 |
| 2001-2002 | Stanislav Jerjomin                 |
| 2002-2003 | Stanislav Jerjomin                 |
| 2003-2004 | Stanislav Jerjomin                 |
| 2004-2005 | Stanislav Jerjomin                 |
| 2005-2006 | Stanislav Jerjomin                 |
| 2006-2007 | Antanas Sireika                    |

| seizoen   | coach                                |
| --------- | ------------------------------------ |
| 2007-2008 | Aco Petrović                         |
| 2008-2009 | Aco Petrović                         |
| 2009-2010 | Valdemaras Chomičius                 |
| 2010-2011 | Jevgeni Pasjoetin                    |
| 2011-2012 | Jevgeni Pasjoetin                    |
| 2012-2013 | Aco Petrović                         |
| 2013-2014 | Stanislav Jerjomin Andrea Trinchieri |
| 2014-2015 | Argiris Pedoulakis Jevgeni Pasjoetin |
| 2015-2016 | Jevgeni Pasjoetin                    |
| 2016-2017 | Jevgeni Pasjoetin                    |
| 2017-2018 | Dimitrios Priftis                    |
| 2018-2019 | Dimitrios Priftis                    |
| 2019-2020 | Dimitrios Priftis                    |
| 2020-2021 | Dimitrios Priftis                    |

| seizoen   | coach             |
| --------- | ----------------- |
| 2021-2022 | Velimir Perasović |
| 2022-2023 | Velimir Perasović |
| 2023-2024 | Velimir Perasović |
| 2024-2025 | Velimir Perasović |